# Mozarabský ritus

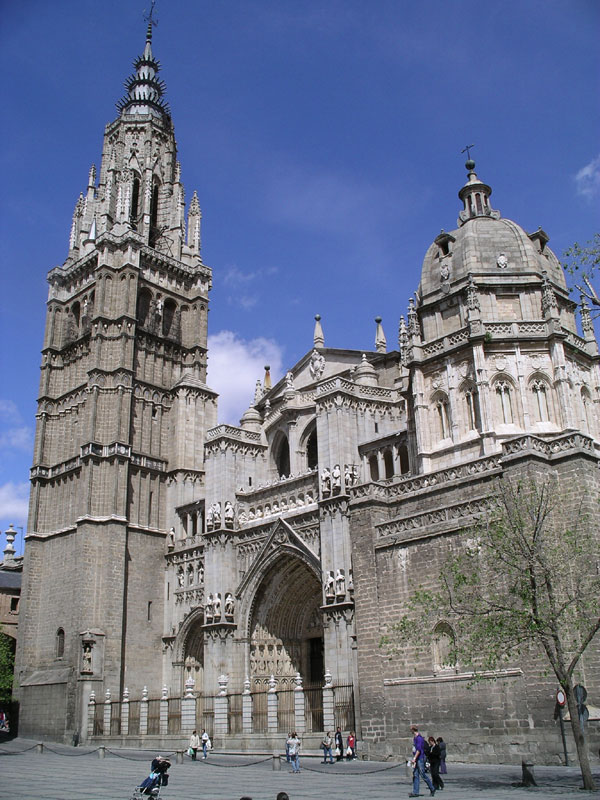
Katedrála Nanebevzetí Panny Marie v Toledu

Mozarabský ritus (zvaná též mozarabská liturgie, západogótská liturgie nebo starošpanělská liturgie) je liturgický ritus římskokatolické církve a (anglikánské) Reformované episkopální církve Španělska.  

## Historie
Vyvinul se na Iberském poloostrově a dodnes je praktikován na několika místech Španělska. Zřídka je možné se setkat také s označením toledský nebo isidoriánský ritus (podle Isidora Sevillského).